# Баньяра-ди-Романья
Баньяра-ди-Романья (итал. Bagnara di Romagna) —  коммуна в Италии, располагается в регионе Эмилия-Романья, в провинции Равенна.
Население составляет 2021 человек (2008 г.), плотность населения составляет 202 чел./км². Занимает площадь 10 км². Почтовый индекс — 48010. Телефонный код — 0545.
Покровителем коммуны почитается святой апостол Андрей Первозванный, празднование 30 ноября.

## Демография
Динамика населения:

## Администрация коммуны
- Официальный сайт: https://web.archive.org/web/20061008221051/http://www.comune.bagnaradiromagna.ra.it/bagnara/